# オレが俺がのふたり上手
オレが俺がのふたり上手（オレがおれがのふたりじょうず）は2009年4月から11月までインターネットラジオ放送局『BBstation』で配信されていた『あっとボイスTV』枠で放送のインターネット動画番組。出演者は声優の細谷佳正と声優兼俳優の市来光弘。隔月金曜日 24:00 - 24:20 まで放送していた。

## 概要

### スタッフ
- 出演者：細谷佳正（声優）・市来光弘（声優兼俳優）
- ディレクター：
- 構成作家：

ほか